# Mesalina
Mesalina – rodzaj jaszczurek z rodziny jaszczurkowatych (Lacertidae).

## Zasięg występowania
Rodzaj obejmuje gatunki występujące w Afryce i Azji.

## Systematyka

### Etymologia
Mesalina: J.E. Gray nie wyjaśnił etymologii nazwy rodzajowej, według L. Agassiza jest to eufonia.

### Podział systematyczny
Do rodzaju należą następujące gatunki: 

- Mesalina adramitana (Boulenger, 1917)
- Mesalina adrarensis Pizzigalli, Crochet, Geniez, Martínez-Freiria, Velo-Antón & Brito, 2021
- Mesalina ardestanica Boroumand, Bafti, Saberi-Pirooz, Böhme & Ahmadzadeh, 2024
- Mesalina arnoldi Sindaco, Simó-Riudalbas, Sacchi & Carranza, 2018
- Mesalina austroarabica Sindaco, Simó-Riudalbas, Sacchi & Carranza, 2018
- Mesalina ayunensis Arnold, 1980
- Mesalina bahaeldini Segoli, Cohen & Werner, 2002
- Mesalina balfouri (Blanford, 1881)
- Mesalina bardaskanensis Boroumand, Bafti, Saberi-Pirooz, Böhme & Ahmadzadeh, 2024
- Mesalina bernoullii (Schenkel, 1901)
- Mesalina brevirostris Blanford, 1874
- Mesalina ercolinii (Lanza & Poggesi, 1975)
- Mesalina esfarayensis Boroumand, Bafti, Saberi-Pirooz, Böhme & Ahmadzadeh, 2024
- Mesalina guttulata (Lichtenstein, 1823)
- Mesalina halilica Boroumand, Bafti, Saberi-Pirooz, Böhme & Ahmadzadeh, 2024
- Mesalina kermanensis Boroumand, Bafti, Saberi-Pirooz, Böhme & Ahmadzadeh, 2024
- Mesalina khuzestanensis Boroumand, Bafti, Saberi-Pirooz, Böhme & Ahmadzadeh, 2024
- Mesalina kuri Joger & Mayer, 2002
- Mesalina martini (Boulenger, 1897)
- Mesalina microlepis (Angel, 1936)
- Mesalina olivieri (Audouin, 1829)
- Mesalina pasteuri (Bons, 1960)
- Mesalina rubropunctata (Lichtenstein, 1823)
- Mesalina saudiarabica Moravec, Smid, Schmitz, Shobrak, Wilms, 2017
- Mesalina simoni (Boettger, 1881)
- Mesalina watsonana (Stoliczka, 1872)